# ديفيد جونستون (لاعب كريكت بريطاني)
ديفيد جونستون (17 أبريل 1943 في المملكة المتحدة - )  (بالإنجليزية: David Johnston)‏ هو لاعب كريكت بريطاني. لعب مع Berkshire County Cricket Club ‏ والمقاطعات الوطنية للكريكيت الإنجليزي والويلزي ‏.